# Golden Globe per il miglior film straniero in lingua inglese
Il Golden Globe per il miglior film straniero in lingua inglese venne assegnato al miglior film straniero in lingua inglese dalla HFPA (Hollywood Foreign Press Association). Venne assegnato dal 1957 al 1973 contemporaneamente al Golden Globe per il miglior film straniero in lingua straniera a cui era unificato prima, dopo e durante questo intervallo di anni, in un unico premio, il Golden Globe per il miglior film straniero. Anche con il Samuel Goldwyn International Award vennero premiati i film stranieri.

## Vincitori e candidati
L'elenco mostra il vincitore di ogni anno, seguito dai film che hanno ricevuto una candidatura. Per ogni film viene indicato il titolo italiano e titolo originale tra parentesi, il regista e la nazione di appartenenza.

### 1950
- 1957
  - Riccardo III (Richard III), regai di Laurence Olivier
- 1958
  - L'adultero (Woman in a Dressing Gown), regia di J. Lee Thompson
- 1959
  - Titanic, latitudine 41 nord (A Night to Remember), regia di Roy Ward Baker

### 1960
- 1966
  - Darling (Darling), regia di John Schlesinger
  - Non tutti ce l'hanno (The Knack ...and How to Get It), regia di Richard Lester
  - The Leather Boys (The Leather Boys), regia di Sidney J. Furie
  - Ninety Degrees in the Shad (Ninety Degrees in the Shade), regia di Jiří Weiss
  - Otello (Othello), regia di Stuart Burge
- 1967
  - Alfie (Alfie), regia di Lewis Gilbert
  - Blow-Up, regia di Michelangelo Antonioni
  - Georgy, svegliati (Georgy Girl), regia di Silvio Narizzano
  - Morgan matto da legare (Morgan: A Suitable Case for Treatment), regia di Karel Reisz
  - Romeo e Giulietta (Romeo and Juliet), regia di Paul Czinner
  - La spia dal naso freddo (The Spy with a Cold Nose), regia di Daniel Petrie
- 1968
  - La volpe (The Fox), regia di Mark Rydell
  - L'incidente (Accident), regia di Joseph Losey
  - I ribelli di Carnaby Street (The Jokers), regia di Michael Winner
  - Ci divertiamo da matti (Smashing Time), regia di Desmond Davis
  - Ulysses, regia di Joseph Strick
  - Bisbigli (The Whisperers), regia di Bryan Forbes
- 1969
  - Romeo e Giulietta (Romeo e Giulietta), regia di Franco Zeffirelli
  - Benjamin (Benjamin), regia di Michel Deville
  - Buonasera, signora Campbell (Buona Sera, Mrs. Campbell), regia di Melvin Frank
  - Joanna (Joanna), regia di Michael Sarne
  - Poor Cow (Poor Cow), regia di Ken Loach

### 1970
- 1970
  - Oh, che bella guerra! (Oh! What a Lovely War), regia di Richard Attenborough
  - Assassination Burea (The Assassination Bureau), regia di Basil Dearden
  - Se... (If...), regia di Lindsay Anderson
  - Un colpo all'italiana (The Italian Job), regia di Peter Collinson
  - Mayerling (Mayerling), regia di Terence Young
- 1971
  - Donne in amore (Women in love), regia di Ken Russell (Regno Unito)
  - Act of the Heart (Act of the Heart), regia di Paul Almond (Canada)
  - Aru heishi no kake (Aru heishi no kake), regia di Keith Larsen, Koji Senno e Nobuaki Shirai (Giappone)
  - Un uomo in vendita (Bloomfield), regia di Richard Harris e Uri Zohar (Regno Unito/Israele)
  - La vergine e lo zingaro (The Virgin and the Gypsy), regia di Christopher Miles (Regno Unito)
- 1972
  - Domenica, maledetta domenica (Sunday Bloody Sunday), regia di John Schlesinger
  - L'elefante africano (The African Elephant), regia di Simon Trevor
  - Due ragazzi che si amano (Friends), regia di Lewis Gilbert
  - Messaggero d'amore (The Go-Between), regia di Joseph Losey
  - La tenda rossa (Krasnaya palatka), regia di Michail K. Kalatozov
  - La luna arrabbiata (The Raging Moon), regia di Bryan Forbes
- 1973
  - Gli anni dell'avventura (Young Winston), regia di Richard Attenborough
  - Images (Images), regia di Robert Altman
  - Vivere in libertà (Living Free), regia di Jack Couffer
  - La classe dirigente (The Ruling Class), regia di Peter Medak
  - X Y e Zi (Zee and Co.), regia di Brian G. Hutton